# 한동기 (1971년)
한동기(韓東基, 1971년 7월 11일 ~ )는 대한민국의 제9대 대구광역시 동구의원이었다.

## 학력
- 계명대학교 대학원 관광경영학과 경영학박사 졸업

## 경력
- 윤석열 대통령 후보 중앙선거관리위원회 직능총괄본부 대구/경북 불교단장
- 제21대 국회의원 선거 미래통합당 대구지역 종교대책단장
- 박근혜 대통령 선거 중앙선대위 직능본부 대구특보
- 대구광역시 종교편향 예방자문위원
- 경운대학교 강사
- 대구과학대학교 강사
- 수성대학교 강사
- 웰에이징협동조합 대표 강사
- 한국인재육성개발원 수석전문강사
- 대한관광학회 이사
- (사)한국어린이소년소녀안전관리협회 대구지역 지부장
- ㈜프로테크 기획이사
- 2022.07 ~ 2024.08 제9대 대구광역시 동구의회
- 2022.07 ~ 2024.07 제9대 대구광역시 동구의회 전반기 의원기획행정위원회 위원
- 2022.07 ~ 2024.07 제9대 대구광역시 동구의회 전반기 기획행정위원회 위원장

## 수상
- 새누리당 경북도당위원장 표창장
- 대구광역시장상
- 국무총리상

## 의원직 사퇴
- 2024년 8월 8일 한동기 동구의원 중도사퇴 뒷말 무성…"무책임하다" 비판 목소리도 커져, 매일신문

## 역대 선거 결과
| 실시년도 | 선거      | 대수 | 직책   | 선거구                | 정당     | 득표수  | 득표율          | 순위 | 당락 | 비고           |
| -------- | --------- | ---- | ------ | --------------------- | -------- | ------- | --------------- | ---- | ---- | -------------- |
| 2022년   | 지방 선거 | 9대  | 구의원 | 대구 동구 (바 선거구) | 국민의힘 | 4,160표 | \| \| 18.17% \| | 3위  |      | 초선, 민선 8기 |
|          | 18.17%    |      |        |                       |          |         |                 |      |      |                |